# Flunisolide
Il  flunisolide  è un principio attivo appartenente al gruppo dei farmaci corticosteroidi impiegato nel trattamento di patologie delle vie respiratorie di natura infiammatoria e allergica.

## Farmacologia

### Indicazione d'uso
Flunisolide è un corticosteroide sintetico che trova impiego come soluzione da nebulizzare per adulti e bambini per alleviare i sintomi della rinite allergica e dell'asma a tal proposito in Italia viene commercializzato dalle case farmaceutiche Levante e Neopharmed Gentili con i nomi commerciali di Levonis e Forbest. Altre formulazioni di Flunisolide sono inalatore dosato per via orale per il trattamento dell'asma e spray nasale per alleviare i sintomi della rinite allergica. I corticosteroidi rappresentano ormoni di origine naturale che svolgono un ruolo fondamentale nel prevenire o sopprimere le risposte infiammatorie e immune dell'organismo. Quando somministrato come irrigazione nasale  o  spray intranasale, il flunisolide riduce efficacemente la secrezione nasale acquosa (rinite), la congestione nasale, il gocciolamento post-nasale, gli starnuti e il prurito nella parte posteriore della gola, che sono sintomi comuni nelle allergie.

### Farmacodinamica
La determinazione delle dosi per il flunisolide inalatorio è stata basata sulla comparabilità dell'esposizione sistemica al flunisolide inalatorio con CFC. L'effetto del flunisolide inalatorio con CFC e del flunisolide inalatorio sulle farmacocinetiche e sui livelli plasmatici di cortisolo per 12 ore è stato investigato in due studi. In entrambi gli studi, i valori di Cmax e AUC del flunisolide, del 6β-OH flunisolide e del cortisolo plasmatico per 12 ore sono risultati comparabili per 1000 mcg di flunisolide inalatorio con CFC e 320 mcg di flunisolide inalatorio. Il primo studio è stato uno studio a bracci paralleli su 31 soggetti. Le farmacocinetiche e i livelli plasmatici di cortisolo sono stati determinati dopo dosi singole e multiple di flunisolide inalatorio con CFC di 1000 µg e flunisolide inalatorio di 160 µg o 320 µg somministrati due volte al giorno per 13,5 giorni. Allo stato stazionario, le concentrazioni plasmatiche di picco medie del flunisolide dai due trattamenti sono risultate essere rispettivamente di 2,6 ng/mL e 3,4 ng/mL. I corrispondenti valori medi di AUC per l'intervallo di dosaggio di 12 ore sono stati rispettivamente di 5,7 ng.hr/mL e 4,7 ng.hr/mL. Allo stato stazionario, le concentrazioni plasmatiche di picco medie del 6β-OH flunisolide dai due trattamenti sono risultate essere rispettivamente di 0,9 ng/mL e 0,3 ng/mL. I corrispondenti valori medi di AUC per l'intervallo di dosaggio di 12 ore sono stati rispettivamente di 3,8 ng.hr/mL e 1,1 ng.hr/mL. Il secondo studio è stato uno studio crossover su 11 soggetti dopo dosi singole di flunisolide inalatorio con CFC di 1000 mcg o flunisolide inalatorio di 320 mcg. Le concentrazioni plasmatiche di picco medie del flunisolide dai due trattamenti sono risultate essere rispettivamente di 2,5 ng/mL e 3,3 ng/mL. I corrispondenti valori medi di AUC sono stati rispettivamente di 5,1 ng.hr/mL e 5,8 ng.hr/mL. Le concentrazioni plasmatiche di picco medie del 6β-OH flunisolide dai due trattamenti sono risultate essere rispettivamente di 0,8 ng/mL e 0,3 ng/mL. I corrispondenti valori medi di AUC sono stati rispettivamente di 3,8 ng.hr/mL e 2,3 ng.hr/mL.
Gli studi clinici controllati con flunisolide inalatorio con CFC hanno coinvolto oltre 500 pazienti affetti da asma, tra cui 150 bambini di età superiore ai 6 anni. Gli studi in open label della durata di due anni o più hanno incluso più di 120 pazienti trattati. Non sono stati riscontrati significativi effetti di soppressione surrenalica attribuiti al flunisolide in questi studi. Gli effetti potenziali del flunisolide inalatorio e del flunisolide inalatorio con CFC sull'asse ipotalamo-ipofisi-surrene (HPA) sono stati studiati in 2 studi controllati con placebo e attivo e in 2 studi attivi controllati, open label, a lungo termine. Negli studi controllati con placebo, la capacità di aumentare la produzione di cortisolo in risposta allo stress è stata valutata mediante il test di stimolazione con cosyntropin (ACTH) di 60 minuti. Nei pazienti trattati con il flunisolide inalatorio, la percentuale di pazienti con una normale risposta stimolata di cortisolo al termine dello studio è stata del 92% - 93% per gli adulti e gli adolescenti e dell'89% - 97% per i pazienti pediatrici. Non è stata osservata alcuna soppressione del cortisolo urinario nelle 24 ore. Negli studi a lungo termine, controllati, in etichetta aperta, la percentuale di pazienti con livelli normali di cortisolo plasmatico mattutino è stata del 98,4% - 99,4% per i pazienti pediatrici e gli adulti e gli adolescenti. Non è stata notata alcuna soppressione del cortisolo urinario nelle 24 ore e risultati comparabili sono stati ottenuti nei pazienti trattati con flunisolide inalatorio con CFC.

### Meccanismo d'azione
Il flunisolide è un agonista del recettore dei glucocorticoidi. Si ritiene che le azioni anti-infiammatorie dei corticosteroidi coinvolgano le lipocortine, proteine inibitorie della fosfolipasi A2 che, attraverso l'inibizione dell'acido arachidonico, controllano la biosintesi delle prostaglandine e dei leucotrieni. I corticosteroidi sopprimono il sistema immunitario riducendo la funzione del sistema linfatico, le concentrazioni di immunoglobuline e complementi, precipitando la linfocitopenia e interferendo con il legame antigene-anticorpo. Il flunisolide si lega alla transcortina plasmatica e diventa attivo quando non è legato alla transcortina.

### Assorbimento
Il farmaco viene rapidamente assorbito dopo l'inalazione orale. I valori medi del tempo per raggiungere la concentrazione massima, Tmax, di flunisolide variano da 0,09 a 0,17 ore dopo una singola dose di 320 mcg. I valori medi corrispondenti della concentrazione massima, Cmax, di flunisolide variano da 1,9 a 3,3 ng/mL. La biodisponibilità orale è inferiore al 7%. Nel range di dosaggio da 80 mcg a 320 mcg, i valori di Cmax aumentano proporzionalmente alla dose sia dopo somministrazione singola che multipla.

#### Volume di distribuzione
Il flunisolide si distribuisce ampiamente nell'organismo, con valori medi per il volume apparente di distribuzione che variano da 170 a 350 L dopo una singola dose di 320 mcg.

#### Legame con le proteine
Circa il 40% del flunisolide mostra legame con le proteine plasmatiche dopo somministrazione traminte l'inalazione orale.

### Metabolismo
Durante il primo passaggio attraverso il fegato, il flunisolide subisce una rapida e ampia conversione in 6ß-OH flunisolide e in metaboliti solubili in acqua. Si ritiene che la conversione in 6ß-OH flunisolide, l'unico metabolita circolante rilevato nell'uomo, avvenga attraverso l'azione del sistema enzimatico del citocromo P450, in particolare tramite l'enzima CYP3A4. Il 6ß-OH flunisolide manifesta una bassa potenza corticosteroidea, essendo dieci volte meno potente del cortisolo e più di 200 volte meno potente del flunisolide. I livelli massimi di 6ß-OH flunisolide raggiungono valori di 0,66 mcg/mL dopo una singola dose di flunisolide di 320 mcg e di 0,71 mcg/mL dopo somministrazione multipla di flunisolide.

### Eliminazione
La escrezione urinaria del flunisolide è bassa e meno dell'1% della dose somministrata di viene individuato nelle urine dopo l'inalazione.

#### Emivita
I valori di emivita per il 6ß-OH flunisolide variano da 3,1 a 5,1 ore dopo l'assunzione del farmaco nel range di dosaggio da 160 mcg a 320 mcg.

#### Clearance
Valori non disponibili

### Tossicità
L'emisuccinato di flunisolide somministrato per via endovenosa a dosi fino a 4000 mcg/kg in topi, ratti e cani (circa 25, 50 e 170 volte rispettivamente la dose massima giornaliera inalatoria raccomandata per gli adulti e circa 30, 60 e 200 volte rispettivamente la dose massima giornaliera inalatoria raccomandata per i bambini sulla base del rapporto mg/m2) non ha causato mortalità.
In uno studio in doppio cieco, controllato con placebo, sono state somministrate 18 mg di emisuccinato di flunisolide mediante formulazione CFC durante un periodo di tre ore (nove volte la dose massima giornaliera raccomandata) a 94 pazienti affetti da asma acuta, senza che siano stati osservati effetti clinicamente dannosi.